# Єлхове Озеро (Ульяновська область)
Єлхове Озеро (рос. Елховое Озеро) — село в Цильнинському районі Ульяновської області Російської Федерації.
Населення становить 745 осіб. Входить до складу муніципального утворення Єлховоозерське сільське поселення.

## Історія
Від 2004 року входить до складу муніципального утворення Єлховоозерське сільське поселення.

## Населення
| 2010 |
| ---- |
| 745  |